# كين فوجيتا
كين فوجيتا (باليابانية: 藤田 健) (مواليد 27 أغسطس 1979)، هو لاعب كرة قدم ياباني سابق كان يلعب كلاعب وسط.

## وصلات خارجية
- كين فوجيتا على موقع رابطة كرة القدم اليابانية للمحترفين (اليابانية)
- كين فوجيتا على موقع قاعدة بيانات كرة القدم.إي يو (الإنجليزية)
- كين فوجيتا على موقع Soccerway.com (الإنجليزية)
- كين فوجيتا على موقع عالم كرة القدم.نت (الإنجليزية)